# Eisenberg (Stadtsteinach)
Eisenberg ist ein Gemeindeteil der Stadt Stadtsteinach im Landkreis Kulmbach (Oberfranken, Bayern). Eisenberg liegt in der Gemarkung Schwand.

## Geografie
Die Einöde liegt in einer Senke zwischen dem Käferstein (552 m ü. NHN) im Norden und dem Petschenknock (560 m ü. NHN) im Süden, beides Anhöhen des Frankenwaldes. Ein Anliegerweg führt nach Petschen (0,2 km nordöstlich) bzw. nach Vorderreuth (0,6 km nördlich).

## Geschichte
Der Ort wurde 1594 erstmals urkundlich erwähnt.
Gegen Ende des 18. Jahrhunderts bestand Eisenberg aus zwei Anwesen (1 Zinshof, 1 Gütlein). Das Hochgericht übte das bambergische Centamt Stadtsteinach aus. Das Kastenamt Stadtsteinach war Grundherr der beiden Anwesen.
Mit dem Gemeindeedikt wurde Eisenberg dem 1808 gebildeten Steuerdistrikt Schwand und der im gleichen Jahr gebildeten Ruralgemeinde Schwand zugewiesen. Am 1. Januar 1974 wurde Eisenberg im Rahmen der Gebietsreform in die Gemeinde Stadtsteinach eingegliedert.

### Baudenkmäler
- Zwei Martern

### Einwohnerentwicklung
| Jahr      | 001818 | 001819 | 001861 | 001871 | 001885 | 001900 | 001925 | 001950 | 001961 | 001970 | 001987 |
| Einwohner |        | 13     | 25     | 25     | 20     | 14     | 14     | 6      | 3      | 9      | 3      |
| Häuser    | 2      |        |        |        | 2      | 2      | 2      | 1      | 2      |        | 2      |
| Quelle    | [ 7 ]  | [ 10 ] | [ 11 ] | [ 12 ] | [ 13 ] | [ 14 ] | [ 15 ] | [ 16 ] | [ 17 ] | [ 18 ] | [ 1 ]  |

## Religion
Eisenberg ist katholisch geprägt und nach St. Michael (Stadtsteinach) gepfarrt.